# Tukums
Tukums (tyska: Tuckum) är en stad i Tukums kommun i västra Lettland med 19 722 invånare (2004). Den är belägen vid floden Stocene, omkring 70 kilometer väster om Riga.

## Historia
Tukums grundades på handelsrutten mellan Daugavas mynning och Preussen. Den tillhörde Tyska orden från 1253, kom senare under Kurland och blomstrade under Jakob av Kurlands styre. Tukums införlivades i guvernementet Kurland i Kejsardömet Ryssland 1795 och fick i samband med detta stadsrättigheter. År 1877 förbands den med Riga med järnväg.

## Sport
- FK Tukums 2000 (fotbollsklubb);
- Tukuma pilsētas stadions, (kapacitet: 2 000)[2]